# Ясенко Дмитро Андрійович
Дмитро́ Андрі́йович Ясе́нко (24 липня 1991, Чернівецька область — 9 липня 2022, Луганська область) — капітан, командир роти 80 ОДШБр Збройних сил України, учасник російсько-української війни, що відзначився під час російського вторгнення в Україну в 2022 році.

## Біографія
В 14 років пішов вчитися у Київський військовий ліцей імені Івана Богуна.
З 2014 року він воював в АТО, згодом був демобілізований через поранення.
За тиждень до повномасштабного вторгнення Росії в Україну знову повернувся на фронт.
9 липня 2022 року загинув у бою з російськими окупантами на Луганщині.
Залишилися дружина та 5-річний син, якому потрібне дороге лікування.
Похований 13 липня 2022 року на Алеї Слави Центрального кладовища в місті Чернівці.

## Нагороди
- орден «Богдана Хмельницького» III ступеня (4 квітня 2022) — за особисту мужність і самовіддані дії, виявлені у захисті державного суверенітету та територіальної цілісності України, вірність військовій присязі[5];
- орден «Богдана Хмельницького» II ступеня (22 березня 2024, посмертно) — за особисту мужність, виявлену у захисті державного суверенітету та територіальної цілісності України, самовіддане виконання військового обов’язку[6].